# (26194) Chasolivier
(26194) Chasolivier  es un asteroide perteneciente al cinturón de asteroides, descubierto el 10 de febrero de 1997 por el programa Spacewatch desde el Observatorio Nacional de Kitt Peak, en Arizona, Estados Unidos.

## Designación y nombre
Chasolivier se designó inicialmente como 1997 CO26.
Más adelante fue nombrado en honor al astrónomo estadounidense Charles Pollard Olivier (1884-1975).

## Características orbitales
Chasolivier orbita a una distancia media del Sol de 2,3022 ua, pudiendo acercarse hasta 1,8968 ua y alejarse hasta 2,7077 ua. Tiene una excentricidad de 0,1760 y una inclinación orbital de 0,4532° grados. Emplea en completar una órbita alrededor del Sol 1275 días.

## Características físicas
Su magnitud absoluta es 16,0.